# Duke University Press
Duke University Press és una editorial acadèmica i universitària dels Estats Units associada a la Universitat Duke. Fou fundada el 1921 per William T. Laprade. Publica uns 150 llibres a l'any i gairebé una seixantena de revistes acadèmiques, així com cinc col·leccions electròniques. La majoria de les seves publicacions tenen a veure amb les lletres i les ciències socials, però també és especialment coneguda per les seves revistes de matemàtiques.